# Filipijns militair ordinariaat
Het Filipijns militair ordinariaat (Tagalog: Ordinaryato Militar ng Pilipinas) is een militair ordinariaat van de Rooms-Katholieke Kerk met als zetel de militaire kathedraal Saint Ignatius of Loyola in Quezon City, in de Filipijnen. Het ordinariaat is verantwoordelijk voor de zielzorg van de tot de Rooms-Katholieke Kerk behorende militairen van de Filipijnse strijdkrachten en hun families. Het ordinariaat staat als immediatum onder rechtstreeks gezag van de Heilige Stoel. 

## Geschiedenis
Het ordinariaat werd op 8 december 1950 door Paus Pius XII als militair vicariaat opgericht. Het ordinariaat werd op 21 juli 1986 door paus Johannes Paulus II met de apostolische constitutie Spirituali militum curae verheven tot militair bisdom.

## Organisatie
In 2021 telde het ordinariaat 153 priesters, waaronder 7 paters, en hiernaast 4 zusters.

## Bisschoppen
- Rufino Jiao Santos (21 december 1950 - 3 september 1973; titulair bisschop van Barca, aartsbisschop van Manilla sinds 1953, kardinaal in 1960)
- Mariano Gaviola y Garcés (2 maart 1974 - 13 april 1981; titulair bisschop van Girba)
- Pedro de Guzman Magugat (9 december 1981 - 22 april 1985; titulair bisschop van Scilium)
- Severino Miguel Pelayo (19 december 1985 - 26 februari 1995; titulair bisschop van Bilta)
- Ramon Cabrera Argüelles (25 augustus 1995 - 14 mei 2004; titulair bisschop van Ros Cré)
- Leopoldo Sumaylo Tumulak (15 januari 2005 - 17 juni 2017)
- Oscar Jaime Llaneta Florencio (2 maart 2019 - heden; apostolisch administrator sinds 6 juli 2017)

## Galerij van afbeeldingen

Wapen van het Filipijns militair ordinariaat
Militair bisschop Oscar Jaime Llaneta Florencio (2019-heden)
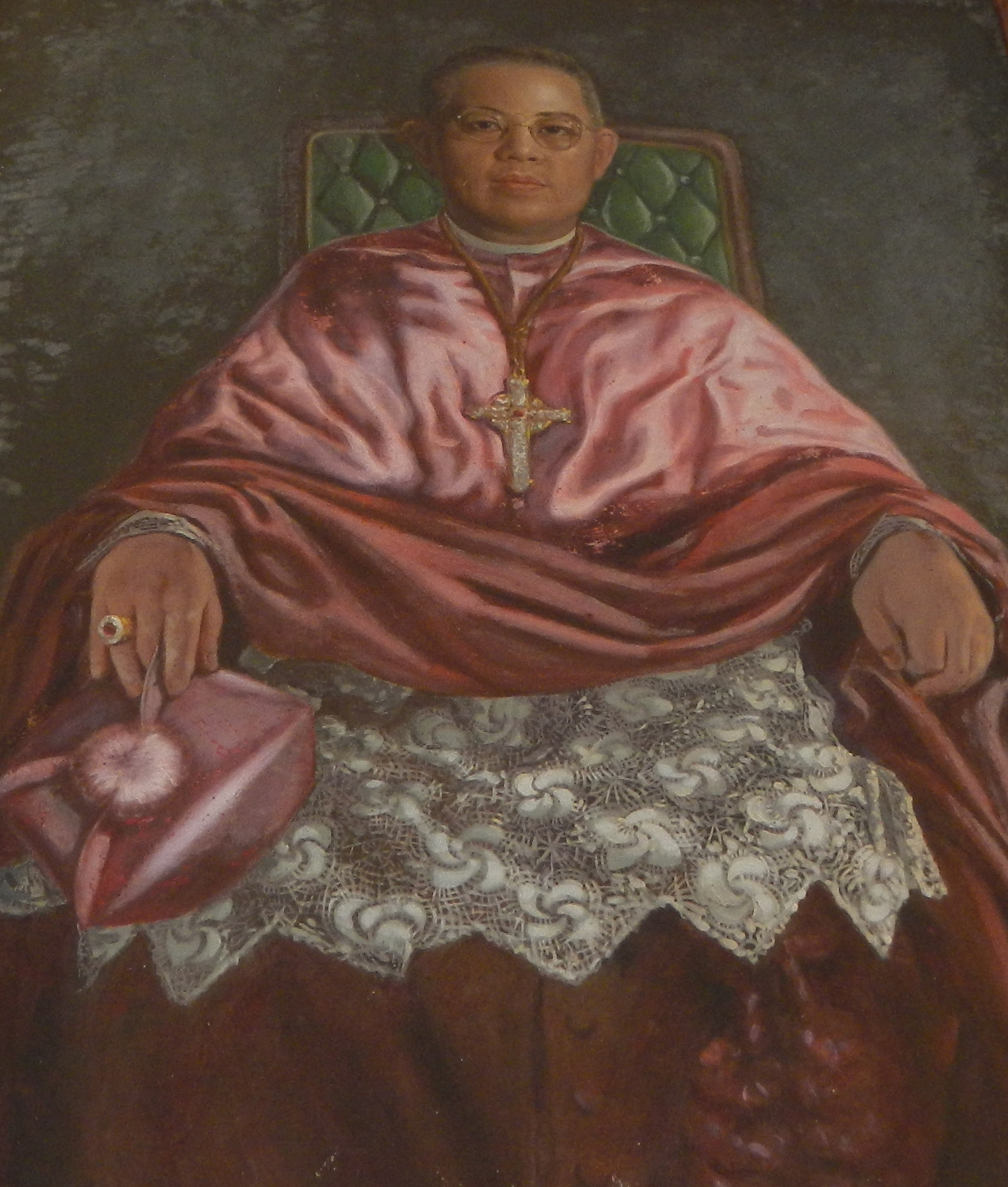
Militair bisschop Rufino Jiao Santos (1950-1973), de eerste bisschop
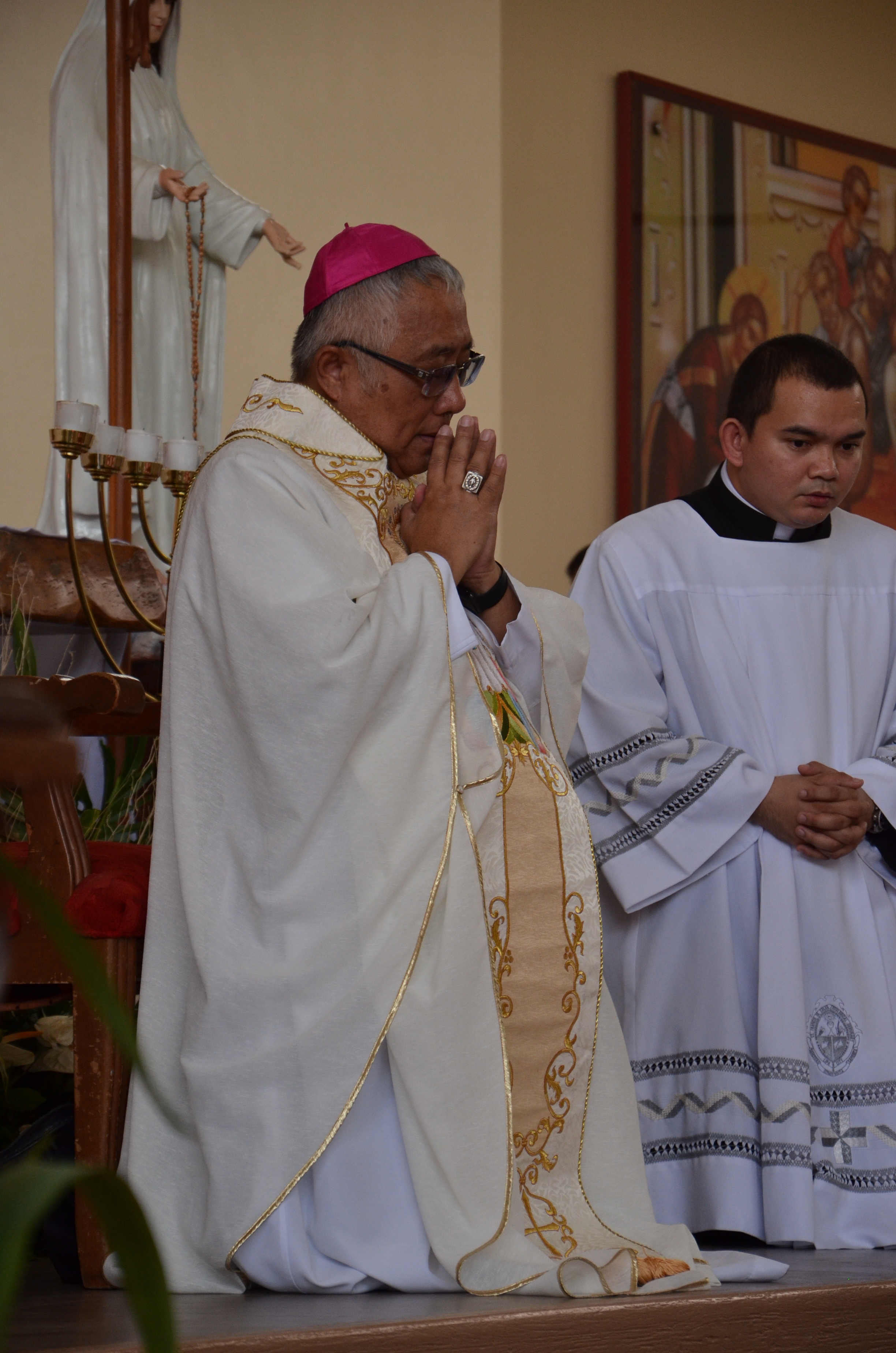
Militair bisschop Ramon Cabrera Argüelles (1995-2004)
Militair bisschop Leopoldo Sumaylo Tumulak (2005-2017)